# 警犬隊 (香港)
警犬隊（英文：Police Dog Unit，縮寫：PDU）於1949年成立，隸屬於香港警務處行動處行動部行動科重點及搜查組，主要責任為人群管制、搜索及拯救、追蹤、偵測炸藥及緝毒等等任務。此外，警犬隊亦因應需要，與其他部門合作反罪惡巡邏及反恐巡邏等任務。

## 組織
- 警犬隊：由一名總督察出任主管。至2013年，只計算執勤中警犬，警犬隊共有75隻巡邏犬（德國牧羊犬或者來自荷蘭的比利時瑪連萊犬）、近30隻緝毒犬（分為專門搜查物件的追蹤犬及搜查人物的靜態犬，其中近20隻拉布拉多緝毒犬被調配至靜態緝毒犬特遣隊，除了具有緝毒能力，亦有搜索武器能力；幾隻駐守於總部，其餘被分派至各警區，分派數目主要由情報主導。）和近20隻搜索爆炸品犬。此外，警犬隊亦有一支長期數量維持在數十隻、處於培養及訓練階段的幼犬隊。
  - 行政組：由一名警署警長領導。
  - 訓練及支援組：由一名督察領導。
  - 香港國際機場行動基地（英文：Hong Kong International Airport Operational Base）：由一名警署警長領導。
  - 觀塘行動基地（英文：Kwun Tong Operational Base）：由一名高級督察領導，下設一名警署警長。

### 歷任主管
- 李卓維總督察（2009年至2018）
- 張靄兒[2]總督察（2018年至2020）

## 歷史

### 警犬隊成立
警犬隊於1949年成立，成立之初擁有4隻用於巡邏的德國牧羊犬，並且聘請一名專業人士擔任訓練員。當時的警犬只在新界服役，應用於香港邊境禁區的巡邏任務，警犬隊總部設於粉嶺芬園營。《警犬巡邏計劃》獲得證實奏效後，警犬隊決定擴充規模，於1956年將總部遷移至元朗八鄉警署，於1964年再遷移至同警區的屏山警署，同時其他警署開始加設犬舍。
1994年，首次有女性警務人員（警員叢慧玲）加入警犬隊。
2010年10月，警犬隊與香港愛護動物協會合作舉辦警犬技能比賽，同時首次公開開放參與，讓巡邏犬競逐服從及攻擊比賽的獎項，緝毒犬亦同場示範搜索毒品。

### 職能擴大，編制擴充
1995年，警犬隊總部遷移至粉嶺前皇后山軍營（基地原址現為公屋皇后山邨），於2001年再遷移往九龍灣祥業街臨時基地，最後於2003年年底遷入位於文錦渡沙嶺的警犬隊總部暨警察搜查隊訓練學校；同年，警犬隊引進了一種比傳統德國牧羊犬更為適合執行警務的犬種──瑪蓮萊犬，以執行警務。
警犬隊成立初期主要負責邊界和郊區巡邏，時至1980年代開始訓練爆炸品偵測犬，於1996年起聯合衝鋒隊執行任務，包括執行反罪惡巡邏等等。期後職能不斷擴大，警犬隊駐守範圍覆蓋全部5個陸上總區 此外，警犬隊亦為警察搜查隊訓練爆炸品搜索犬；自2000年代起，為了配合需要，警犬隊為特別任務連及機場特警組訓練訓練專門執行高危險性罪案及反恐任務的警犬（包括攻擊犬等，為雄性的比利時瑪連萊犬，不畏懼強光照射、巨響或者爆破等等；出動時均穿著戰術衣及保護鞋）。2003年，警犬隊獲得皇家荷蘭警犬協會頒授證書，認定其高度的水平。同年12月24日，特別任務連犬首次出勤，在協助拘捕季炳雄案中，搜索到步槍和手雷等重型軍火。

### 全體警犬接受緝毒訓練
為了加強打擊毒品罪行，於2010年開始，所有新晉巡邏犬均需要接受緝毒訓練；現役巡邏犬則於未來4年內分批完成緝毒訓練，以成為兩用警犬，及增加調配效率。

### 靜態緝毒犬特遣隊成立
2012年，警犬隊與漁農自然護理署合作，從被後者收留的流浪犬中挑選出比較有潛質的一群接受警犬訓練，當中包括瑪蓮萊犬、拉布拉多犬及史賓格犬等合適品種供以挑選。此舉一減少流浪犬的數量，二減省警犬隊購買幼犬的支出。同年，4隻拉布拉多犬獲得挑選，被安排接受比較現役巡邏犬所需要接受的6週緝毒訓練為之長期的8週特別訓練，其中3隻成功通過訓練及考核，遂加入於11月成立的靜態緝毒犬特遣隊；餘下一隻則被警察領養。
針對吸毒後駕駛及販毒運輸等罪行日益猖獗，警犬隊於2013年2月17日開始調配擁有16隻拉布拉多緝毒犬的靜態緝毒犬特遣隊與東九龍總區交通部合作設置路障，參與搜查可疑車輛。比較人員全面檢查一輛車輛所需要的半小時，警犬僅需要5分鐘就能夠完成，大幅度地提升效率。靜態緝毒犬小隊的成效將會於東九龍總區試行數月，日後或會將靜態緝毒犬特遣隊推廣至全香港各警區的路障及娛樂場所等環境執勤。
由於香港相繼協助舉辦2008年夏季奧林匹克運動會馬術比賽及舉辦2009年東亞運動會，致使警犬隊隊中原來負責繁殖事務的人員均被調動執行前線事務，因此延長了警犬隊原定的繁殖計畫，令到警犬數量於2012年至2015年年間緊張，警犬隊面臨警犬退役高峰期，退役率達至6至7%，比較正常情況的3至4%升高近倍。為了配合實際需要，部分警犬因而需要延任半年，退役年齡由9歲延長至9歲半。與此同時，警犬隊積極地購買幼犬訓練，除了慣常在荷蘭及比利時揀蟀，近期更到東南亞（包括泰國）物識。

## 犬種

### 來源
警犬多為德國牧羊犬或者來自荷蘭的比利時瑪連萊犬，另外包括杜賓犬、洛威拿犬、史賓格犬及拉布拉多犬，當中絕大部份來源自荷蘭及比利時。除了從外國引進，警犬隊亦有自行培育繁殖、從香港愛護動物協會挑選、從漁農自然護理署挑選以至由香港市民捐贈（必須為1至2歲大，於退役時，捐贈者具有優先權領養）。

### 功能
巡邏犬多由性格忠心、勇敢及外型威武的德國牧羊犬及來自荷蘭的比利時瑪連萊犬擔任，執行搜索、追踪、緝毒及爆炸品搜查任務則主要由嗅覺比較靈敏的史賓格犬及拉布拉多犬擔任。

### 命名
除了從警犬隊自行培育繁殖的犬隻外，其他犬隻進入警犬隊前，均已經擁有自己的名稱，為了避免犬隻疑惑，一般不會更改名稱。而在香港出生的犬隻，則均會使用英文名稱命名。警犬隊會根據既定系統，為牠們採用一些發音比較響亮而且簡潔的名稱；名稱從英文字母A至Z為次序，同一胎出生的犬隻均會使用同一英文字母為開首的英文名稱，如此類推。若然同一名稱被從覆使用，則會在英文名稱後面加上數字，例如「Bumper 2」及「Rex 4」等。

## 警犬遴選訓練
警犬隊主要根據犬隻的歲數、血統及骨骼等因素作出評估初步挑選，經過初步挑選的犬隻會接受培育，至5至6個月大時，就會接受簡易訓練，例如跑步（包括在跑步機上進行）、游泳及穿越障礙物，每項目每次進行約30分鐘；旨在強壯犬隻身體，並且加強敏捷程度。
至犬隻達到7至8個月大時，警犬隊會就犬隻的性格和體能等範疇作出挑選，合格犬隻將被派遣駐守位於不同警區的狗房，以適應警犬生活，並且配以合適的領犬員，一同生活。領犬員會先為犬隻進行適應性訓練，包括在市區鬧市中穿梭，以減少陌生環境，並且加強其對日後的工作環境的認知。
至犬隻達到12至14個月大時，就會進入警犬隊總部暨警察搜查隊訓練學校接受為期16週的巡邏犬基礎訓練課程（英文：Basic Patrol Dog Training Course），主要集中在紀律、捕咬及跳躍3方面，以及學習截停及搜查，以至拘捕疑犯；僅在訓練途中未如理想（不及格的）的犬隻就高達3成。犬隻最後需要通過一系列的評估以及考核，以測試牠們的服從性及工作能力，方能成為正式一員。警犬於畢業4個月後，將會被派遣駐守不同警區。

### 培訓
巡邏犬經過巡邏犬基礎訓練課程後，會因應潛質以及崗位上的需要而接受進階訓練，包括搜索（為期8週）、追踪、緝毒（為期6週）、爆炸品搜查及攻擊等。

## 特別任務連犬遴選訓練
此外，警犬隊為特別任務連訓練專門執行高危險性罪案及反恐任務的警犬（部份訓練特別任務連犬的警犬隊人員曾經駐守於特別任務連，部分曾經遠赴荷蘭鹿特丹警犬訓練學校修讀相關課程。），首批為來自荷蘭的瑪蓮萊犬，後來全數為比利時瑪蓮萊犬。被挑選為特別任務連犬的先決條件是無懼強光、槍聲及爆炸等巨響，及能夠與人員一同上天下海，隨時隨地（包括登上直升機及快艇等等環境）執行職務；出動時均穿著戰術衣及保護鞋。

## 裝備
- 徽章：於2014年9月1日早上8時起實施，繫於警犬項上，正面展示警犬隊徽章，背面顯示警犬隊官塘行動基地聯絡之電話號碼。不論於值班及休班期間，但凡離開警犬隊總部暨警察搜查隊訓練學校、警署及行動基地時，均必須佩戴，以茲識別[28][29]。
- 背心：於2014年引進，採用反光物料，於執行任務或者進行特別行動時穿著，以作提醒，以避免公眾不必要之騷擾，例如被要求拍照等。
- 保護鞋：於進入罪案現場或佈滿危險品的場所前穿著。

## 統計
1997年，巡邏犬於618宗案件中協助拘捕了1,073名疑犯。

## 領養及寄養

### 《警察幼犬寄養計劃》
警犬隊每年都有20至30隻幼犬出生，當犬隻成長至約16週大時，在接受挑選及訓練成為警犬前需要寄養於民居家庭中，香港市民可以透過《警察幼犬寄養計劃》（英文：Puppy Outwalk Programme）申請領養犬隻，接受挑選。計劃目標，是希望所有由警犬隊培育繁殖及從外國引進的犬隻，於年幼時可以接觸外界事物及得到所需要之照顧，以便在日後可以發展出良好的性格及工作性情。期間，警犬隊會提供狗糧及醫療服務，同時安排人員定時進行家庭訪問，以了解犬隻的健康狀況，並且對其檢查及護理等。約於一年後，即犬隻達歲半前，家庭需要將幼犬交還警犬隊，接受挑選。

### 《領養警犬計劃》
警犬退役後，所屬的領犬員一般都會申請將退役警犬領回家中飼養，有興趣的香港市民亦可以向警犬隊申請。警犬隊會安排家庭訪問以核實居住環境是否合適（由於警犬均為體力充沛，因而要求一些活動空間比較大的住宅單位。），申請者亦必須具備飼養狗隻經驗。

## 以警犬隊為題材的作品

### 單元劇
- 《執法群英──天使蘿拉》（2003年）

### 電視劇
- 《寵物情緣》〈1999年〉
- 《老友狗狗》（2009年）
- 《警犬巴打》〈2016年〉

### 宣傳片
- 《守城 （页面存档备份，存于）》(2021年)

## 相關參見
- 衝鋒隊
- 警察搜查隊
- 爆炸品處理課
- 特別任務連
- 機場特警組
- 要員保護組
- 懲教署警衞犬隊